# ديدي (لاعب كرة قدم مواليد 1928)
فالدير بيريرا (بالبرتغالية: Didi‏)، المعروف باسم ديدي، من مواليد 8 أكتوبر 1928 وتوفي في 12 مايو 2001، لاعب كرة قدم برازيلي، وكان يلعب في خط الوسط، ولعب في كأس العالم لكرة القدم 1954 وكأس العالم لكرة القدم 1958 وكأس العالم لكرة القدم 1962.

## مسيرته الكروية
بدأ ديدي باللعب مع نادي ريو برانكو، ثم انتقل إلى نادي أمريكانو دي كامبوس وثم إلى نادي ليكوينسي ثم نادي مادويريرا، وفي عام 1949 انتقل إلى نادي فلومنيسي، وقد قضى معهم سبعة مواسم، وفاز بلقب كأس كاريوكا في 1951 وكأس ريو دي جانيرو في 1952، وقد اشتهر بذكائه الحاد وتسديده للركلات الحرة.
و في كأس العالم لكرة القدم 1954 سجل أهدافه في مرمى منتخب المكسيك لكرة القدم ومنتخب يوغسلافيا لكرة القدم، قبل أن يخسر منتخب البرازيل لكرة القدم أمام منتخب هنغاريا لكرة القدم، وتعرف هذه المباراة باسم معركة بيرن.
و على صعيد الأندية انتقل ديدي إلى نادي بوتافوغو وفاز معهم بكأس كاريوكا في عام 1957، وفي كأس العالم لكرة القدم 1958 أصبح أفضل لاعب بالبطولة، وقد كان الفوز بهذا الكأس بمثابة الدافع للبرازيل للفوز بالعديد من البطولات، وقد لعب مع منتخب البرازيل لكرة القدم 68 مباراة وسجل 20 هدف، والعديد من الأهداف من ركلات حرة.
و بعد كأس العالم لكرة القدم 1958 انتقل إلى نادي ريال مدريد الإسباني، وساعدهم على تحقيق لقب الدوري الإسباني في موسم 1959، وقد سجل معهم 31 هدف من 58 مباراة، ولكنه تشاجر مع ألفريدو دي ستيفانو نجم الفريق، فتم طرده من الفريق، وعاد بعدها إلى نادي بوتافوغو، وساعدهم على الفوز بكأس كاريوكا مرتين، وبعد كأس العالم لكرة القدم 1962، لعب لنادي ساو كريستوفاو، وأنهى مسيرته الكروية مع نادي ساو باولو في عام 1963 بعمر 34 سنة.

## مسيرته التدريبية
و بعد أن أعتزل كرة القدم كلاعب، إتجه إلى التدريب، ودرب نادي بوتافوغو ونادي فلومينيسي ومنتخب البيرو لكرة القدم في كأس العالم لكرة القدم 1970، ولكنهم خسروا أمام منتخب البرازيل لكرة القدم في الدور الربع نهائي، وفي عام 1971 درب نادي ريفر بليت الأرجنتيني، وبعدها توجه إلى تركيا ليدرب نادي فنربغشة التركي، وقادهم للفوز بلقب الدوري التركي مرتين متتاليتين في أعوام (1973-1974 و 1974-1975).
و بعدها درب نادي بانغو، واتجه بعدها إلى الكويت ليدرب نادي كاظمة، وبعدها درب نادي الأهلي السعوديوقادهم للفوز بأربع ألقاب وهي الدوري عام 1978 وكأس الملك لثلاث أعوام متتالية ( 1977,1978,1979)
وفي عام 1986 عمل مع نادي أليانزا ليما، قد كرم من قبل الفيفا في أكتوبر 2000، ولكنه توفي بعد عام واحد بمرض السرطان.

## روابط خارجية
- ديدي على موقع الاتحاد الدولي (مؤرشف)  (الإنجليزية)
- ديدي على موقع قاعدة بيانات كرة القدم.إي يو (الإنجليزية)
- ديدي على موقع ناشيونال فوتبول تيمز (الإنجليزية)